# Gottfried Schramm (Architekt)
Johann Gottfried Schramm (* 17. April 1894 in Hamburg; † 27. Dezember 1982 ebenda) war ein deutscher Architekt.

## Leben
Gottfried Schramm war der Sohn eines Überseekaufmanns aus Hamburg. Ab 1912 studierte er Architektur in Berlin, unterbrochen von einem Einsatz als Soldat während des Ersten Weltkriegs. Nach Kriegsende setzte er das Studium an der Technischen Hochschule Dresden fort. Das Diplom erhielt er 1921 bei Hans Poelzig.
1921 heiratete er in Monterrey Elcita Moebius. Sie war die Tochter eines Handelspartners seines Vaters. Im selben Jahr begann Schramm seine Berufstätigkeit als Architekt, die er 1939 unterbrach, um als Hauptmann der Reserve am Zweiten Weltkrieg teilzunehmen, aus dem er 1946 zurückkehrte.
Nach dem Ende seiner beruflichen Tätigkeiten lebte er als Pensionär und starb am 27. Dezember 1982 in seiner Geburtsstadt.

## Wirken als Architekt
Schramm trat 1924 in das Architekturbüro von Erich Elingius ein. Das Büro befasste sich hauptsächlich mit der Planung von Wohnblöcken, die durch die Hauszinssteuer gefördert wurden. Im Rahmen der von Fritz Schumacher vorangetriebenen Stadtentwicklung Hamburgs entstanden so Bauwerke in Winterhude, Hamm und auf der Veddel. Schramm war wesentlich beteiligt an mehreren Bauwerken, die Tendenzen des Neuen Bauens und des Bauhauses folgten, darunter mehrere Stahlhäuser und sein eigenes, um 1930 fertiggestelltes Wochenendhaus in der Herzog-Adolf-Straße 6 in Reinbek mit einer Inneneinrichtung aus Stahlrohrmöbeln.
Auch nach dem mit der Machtergreifung 1933 verbundenen architektonischen Wandel blieb das Büro von Elingius & Schramm seinem gemäßigt modernen Stil treu. 1935 entstanden das Prien-Haus am Jungfernstieg und das Gebäude der Hamburg-Mannheimer-Versicherung am Rand der Außenalster, 1938 das Standard-Haus an der Esplanade. Nach dem Ende des Zweiten Weltkriegs nahm Schramm 1946 die Arbeit im Architekturbüro wieder auf. 1948 verstarb Erich Elingius, woraufhin Schramm Elingius Sohn Jürgen in das Büro aufnahm und die Sozietät in Schramm & Elingius umbenannte. 1949 erhielten sie den 1. Preis für einen Wettbewerbsbeitrag zur Neugestaltung der Hamburger Innenstadt; ihre Entwürfe wurden jedoch später nur wenig berücksichtigt. In den Folgejahren realisierte die Sozietät neben Ein- und Mehrfamilienhäusern hauptsächlich Bürogebäude. Gemeinsam mit den 1956 aufgenommenen Architekten Harald Peters und Jost Schramm gehörte das Büro zu den führenden Architekturbüros Hamburgs und prägte mit den realisierten Projekten das Nachkriegsbild der Stadt entscheidend mit.
Gottfried Schramm verließ das Büro im Alter von 70 Jahren.